# Ланг, Катрин
Ка́трин Ланг (нем. Kathrin Lang, до замужества — Хитцер (нем. Hitzer); род. 3 сентября 1986, Балинген) — немецкая биатлонистка.
Катрин Ланг (в девичестве Хитцер) увлеклась биатлоном в 12 лет. Вначале она тренировалась под руководством отца Симоны Денкингер Руди (нем. Rudi Denkinger). В 16 лет Хитцер записалась в лыжный интернат. В 2005 году она оставила на время биатлон, чтобы закончить свою учёбу. Летом 2006 года Катрин Хитцер перебралась в Рупольдинг и вновь начала тренироваться. После успешного выступления на национальных соревнованиях была зачислена в состав основной сборной страны. В сезоне 2006/2007 Хитцер впервые выступала на этапах Кубка мира и показала впечатляющие результаты — пять подиумов и десятое место в общем зачёте Кубка мира. Особенно удалась спортсменке концовка сезона.
В декабре 2011 года во время второго этапа Кубка мира 2011/2012 Катрин заявила, что беременна и больше не будет выступать в этом сезоне. Хитцер добавила, что это стало для неё сюрпризом, так как она не планировала пока становиться матерью, но всё равно очень рада. В июле 2012 года Катрин родила дочь. Вышла замуж за Тони Ланга.
Закончила свои выступления после сезона 2013/2014.

## Кубок мира
- 2006—2007 — 10-е место (502 очка)
- 2007—2008 — 11-е место (509 очка)
- 2008—2009 — 31-е место (268 очка)
- 2009—2010 — 47-е место (103 очка)
- 2010—2011 — 20-е место (505 очков)

| Эстерсунд | Эстерсунд | Эстерсунд | Хохфильцен | Хохфильцен | Хохфильцен | Хохфильцен2 | Хохфильцен2 | Хохфильцен2 | Оберхоф | Оберхоф | Оберхоф | Рупольдинг | Рупольдинг | Рупольдинг | Поклюка | Поклюка | Поклюка | ЧМ Антерсельва | ЧМ Антерсельва | ЧМ Антерсельва | ЧМ Антерсельва | ЧМ Антерсельва | ЧМ Антерсельва | Лахти | Лахти | Лахти | Холменколлен | Холменколлен | Холменколлен | Ханты-Мансийск | Ханты-Мансийск | Ханты-Мансийск |
| Инд       | Спр       | Пр        | Спр        | Пр         | Эст        | Инд         | Спр         | Эст         | Эст     | Спр     | Пр      | Эст        | Спр        | МС         | Спр     | Пр      | МС      | Спр            | Пр             | Инд            | См             | МС             | Эст            | Инд   | Спр   | Пр    | Спр          | Пр           | МС           | Спр            | Пр             | МС             |
| 25        | 19        | 32        | 13         | 17         | —          | 9           | 4           | —           | 2       | 19      | 13      | 2          | 7          | 7          | 26      | 25      | 18      | —              | —              | 31             | 5              | —              | —              | 7     | 5     | 3     | 13           | 11           | 2            | 19             | 26             | 3              |

В таблице отражены места, занятые спортсменом на гонках биатлонного сезона.
Инд — индивидуальная гонка

Пр — гонка преследования

Спр — спринт

МС — масс-старт

Эст — эстафета

См — смешанная эстафета

н/с — спортсмен был заявлен, но не стартовал

н/ф — спортсмен стартовал, но не финишировал

— − спортсмен не участвовал в этой гонке